# روبرت ميدلتون
روبرت ميدلتون (بالإنجليزية: Robert Middleton)‏ هو ممثل أمريكي، ولد في 13 مايو 1911 بسينسيناتي في الولايات المتحدة، وتوفي في 14 يونيو 1977 في الولايات المتحدة بسبب قصور القلب.

## أعمال

### أفلام
- (1955) محاكمة
- (1956) إقناع ودي
- (1956) محكمة المهرج

### مسلسلات
- كولمبو

## وصلات خارجية
- روبرت ميدلتون على موقع IMDb (الإنجليزية)
- روبرت ميدلتون على موقع ألو سيني (الفرنسية)
- روبرت ميدلتون على موقع تيرنر كلاسيك موفيز (الإنجليزية)
- روبرت ميدلتون على موقع أول موفي (الإنجليزية)
- روبرت ميدلتون على موقع قاعدة بيانات برودواي على الإنترنت (الإنجليزية)
- روبرت ميدلتون على موقع قاعدة بيانات الأفلام السويدية (السويدية)
- روبرت ميدلتون على موقع قاعدة بيانات الفيلم (الإنجليزية)
- روبرت ميدلتون على موقع كينوبويسك (الروسية)